# 富山城
富山城（とやまじょう）是位在富山縣富山市（舊為越中國新川郡）的一座城。別名安住城、浮城。曾為越中前田氏的居城，亦為江戶時代富山藩之藩城。現今將本丸和一部份的西之丸整備成富山城址公園。

## 歷史

### 室町時代
天文12年（1543年），神保長職為了拓展在越中東部和新川郡的版圖，命家臣水越神重於神通川東岸的安住鄉建築富山城。

### 安土桃山時代
永祿3年（1560年），因長職持續侵擾椎名氏的領域，與椎名氏為從屬關係的上杉謙信為支援椎名氏而向富山城攻打，不敵強大的上杉軍的長職，於是棄城逃向增山城，但經過一個多月，增山城也遭到攻陷。同5年，轉至白鳥城為據點的神保氏，因上杉軍的猛烈攻勢下決定開城投降，降伏於上杉氏。富山城因是北陸的戰略要衝，在之後約15年間，富山城為上杉氏、椎名氏、一向一揆等的爭奪之地。
天正6年（1578年），以上杉謙信病逝為契機，齋藤長龍率領織田軍在月岡野之戰大勝上杉軍

，並在之後奪回富山城，後由神保長住接任城主之職。同10年（1582年），為協助在甲州征伐中陷入苦境的武田勝賴，唐人親廣和小島職鎮發起一揆急襲富山城，並囚禁長住，後被柴田勝家等織田軍鎮壓。但亦因此長住退下城主的職位，改由佐佐成政擔任。以富山城為據點的成政將富山城進行大規模的改修。
本能寺之變後，成政與豐臣秀吉為敵對關係。天正13年（1585年），秀吉發動越中征伐親自率領十萬大軍包圍富山城，最後迫使成政開城投降，富山城也遭受破壞。前田利長因在戰場上建立戰功，被賜封越中三郡（射水郡、礪波郡、婦負郡）。文祿4年（1595年），領域新增新川郡

。慶長3年（1598年），利長從前田利家手中接下家督職位，並在關原之戰後當上加賀藩初代藩主。
慶長2年（1597年），利長由守山城移住富山城到同4年（1599年），之後在同10年（1605年）將藩主之位交給前田利常，由金澤城移住富山城作為隱居城。同14年（1609年）富山城發生火災，主要建築物遭燒毀，因此利長建造高岡城且移居該城，而富山城由津田義忠擔任城代之職。

### 江戶時代
寬永16年（1639年），利常將家督之位轉封給長子前田光高，分別給次子前田利次十萬石、三子前田利治七萬石，其中利次設立富山藩。翌年利次向加賀藩借富山城，當作暫時的居城並入住。當時原打算於婦負郡百塚建築新居城，但因財政困難而中止計畫，後在萬治2年（1659年）與加賀藩進行領土交換，將富山城周圍土地納為領域，並正式將富山城作為居城。同4年（1661年），獲得幕府許可，對富山城進行修復、整備城下町，且對北陸街道進行修補。 

### 近代
明治4年（1871年），因廢藩置縣政策而廢城。本丸御殿作為縣廳舍（非現地），二之丸則作為小學校地使用（已拆除）。
昭和28年（1953年），開始建造模擬天守，並於翌年完工，將此天守作為富山市郷土博物館。
平成29年（2017年），被選為續日本100名城（134號）。 

## 構造

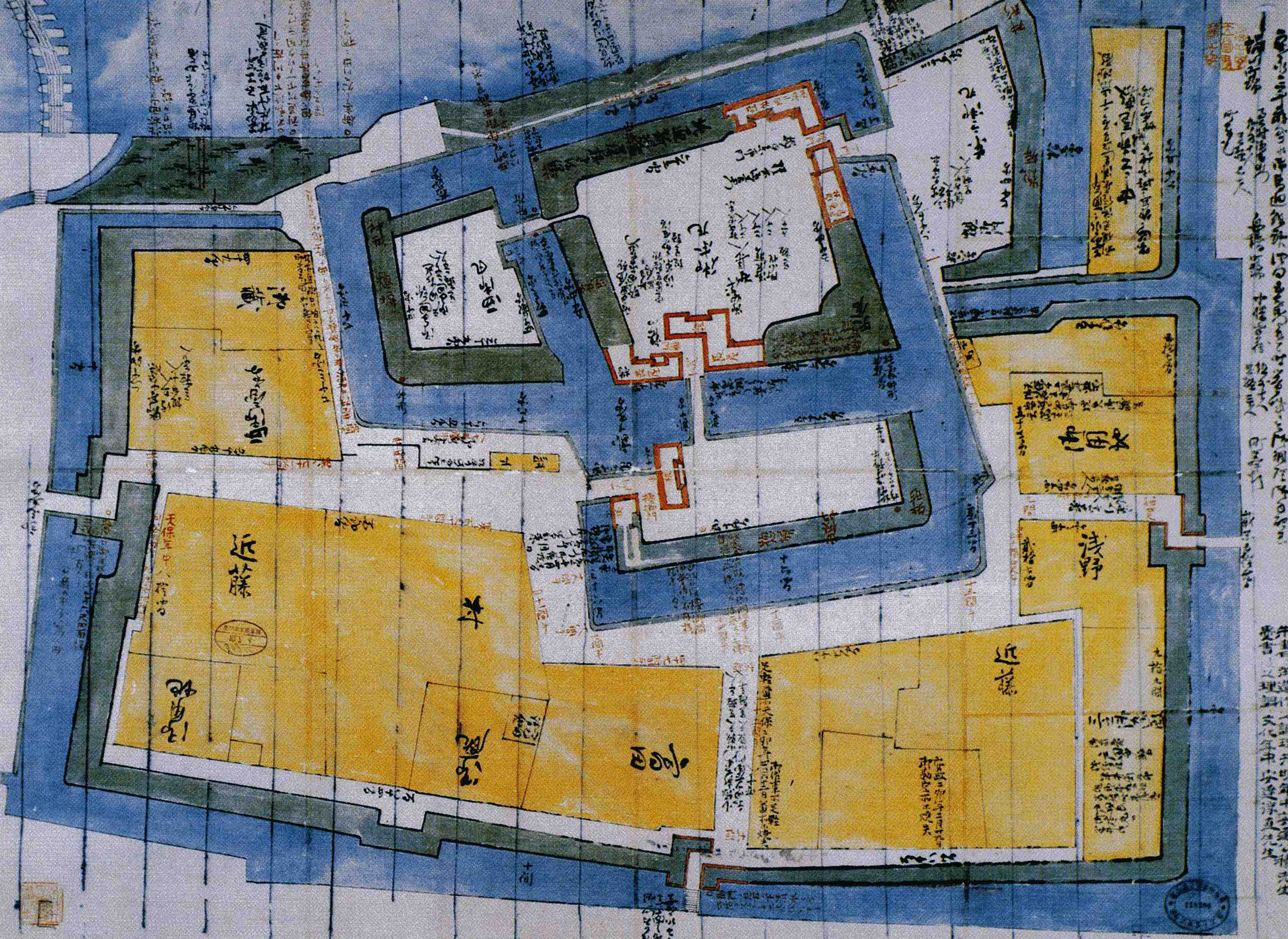
古時富山城的構造

富山城的本丸北面為舊神通川的流域，形成天然的屏障，且其他曲輪配置於周圍，為一梯郭式平城。由舊神通川北岸看向富山城的話，城堡就彷彿浮在河川上面一樣，因此也被叫做浮城。
城的核心主要分為三個曲輪，為藩主住居的本丸，在西側與本丸相連的西之丸，作為糧倉使用，和南側的二之丸，有土橋和櫓門與本丸和三之丸連接，此三個郭被內濠溝圍繞。較外圍的三之丸則是家老和上級藩士居住的場所，此郭則為外壕溝圍繞。另外在本丸的後門連接著東出丸，此郭可沿著舊神通川的堤防直接通至城外，在東出丸的外側為千歲御殿，此御殿於嘉永2年（1849年）建成，作為當時藩主前田利保的隱居所。
江戶時代後期富山城的規模為東西約680公尺，南北約610公尺，現在整備為城址公園，包括本丸和西之丸、南面的水堀以及一部份的二之丸，面積僅當時的六分之一。公園內的天守閣是以彥根城與犬山城作為參考而去建造

，雖然是模擬天守但為二戰後復興的代表物，因此被列為登錄有形文化財。

## 城主一覧
- 神保氏
  1. 神保長職（日语：神保長職）
  2. 神保長住

- 上杉氏
  1. 上杉謙信

- 椎名氏
  1. 椎名康胤

- 佐佐氏
  1. 佐佐成政

- 前田氏
  1. 前田利長（加賀藩主）
  2. 前田利次（日语：前田利次）（以下皆為富山藩主）
  3. 前田正甫（日语：前田正甫）
  4. 前田利興（日语：前田利興）
  5. 前田利隆（日语：前田利隆）
  6. 前田利幸（日语：前田利幸）
  7. 前田利與（日语：前田利與）
  8. 前田利久
  9. 前田利謙（日语：前田利謙）
  10. 前田利幹（日语：前田利幹）
  11. 前田利保（日语：前田利保）
  12. 前田利友（日语：前田利友）
  13. 前田利聲（日语：前田利聲）
  14. 前田利同（日语：前田利同）

## 備註
1. ↑  吉田東伍 (编). . 日本: 富山房. 1922-1923. doi:10.11501/1875878 （日语）.
2. 1 2 3  平凡社地方資料センター (编). . 日本: 平凡社. 1994. ISBN 4582910084 （日语）.
3. ↑   (PDF).   [2022-02-02]. （原始内容存档 (PDF)于2022-02-02）.

## 外部連結
- 富山市鄉土博物館 （页面存档备份，存于）
- 富山城研究コーナー （页面存档备份，存于）